# ルートヴィヒ (1972年の映画)
『ルートヴィヒ』（ドイツ語: Ludwig）は、1972年公開のイタリア・フランス・西ドイツ合作映画である。監督はルキノ・ヴィスコンティ。カラー、スコープサイズ（パナビジョン・2.35：1）。最初に日本公開された際の邦題は『ルードウィヒ/神々の黄昏』で上映時間184分。後に237分の復元版も製作された。

## 概要
『地獄に堕ちた勇者ども』『ベニスに死す』と並ぶ「ドイツ三部作」の最終作で、バイエルン王ルートヴィヒ2世の即位から死までを史実に沿った形で描く歴史大作である。中期以降のヴィスコンティ作品に見られる絢爛豪華な貴族趣味を極限まで高めた作品である。孤独を好むルートヴィヒ2世の理知と狂気、独善的な芸術家ワーグナーとの不安定な繋がりや、従姉であるエリーザベトへの思慕やホモセクシュアルを含めた耽美的な愛憎劇も織り込まれた非常に重厚な作品となっている。
長期に亘った撮影中にヴィスコンティは病に倒れるが、ハードなリハビリを乗り越え、奇跡の復帰を遂げて完成させたと言われる。ただし左半身の後遺症は生涯残ることとなった。そのような、まさに執念で作られたこの映画は、当初およそ4時間もの作品であったが、配給会社から「長すぎる」とのクレームを付けられ、止む無くヴィスコンティ自身の手によって約3時間に、さらに第三者によって約140分に短縮させられた。
1980年にはヴェネツィア国際映画祭において、ヴィスコンティの当初の意図に限りなく近いとされる4時間版が初めて公開され、さらに1995年には、劣化したオリジナル・ネガの修復が行われた。この作業は漸進的に行われた。ドイツ三部作の中では、主演以下、もっとも多くドイツ圏の俳優を起用しており、題材に沿い演者自身の声を多く用いたドイツ語版も存在するが、日本など多くの国ではイタリア語版で公開、販売（DVDなどの場合は第一言語として）されている。脚本家も全員イタリア人であり、米国を舞台にして英米人俳優を多く起用したイタリア娯楽映画（ホラー、西部劇など）とは作品性質も異なることから、通常はこちらのほうをオリジナルとして扱うことが多い。なおヘルムート・バーガーのイタリア語は、俳優のジャンカルロ・ジャンニーニによる吹き替えである。

## あらすじ
1864年、18歳のルートヴィヒ2世は父王の逝去により、バイエルン王国の新王に即位した。王として最初に発した命令は、音楽家ワーグナーの居所を探ることだった。ルートヴィヒは芸術が王国の名を高めると信じ、ワーグナーに心酔していたのだ。才能豊かだが浪費家のワーグナーはバイエルン王国に豪邸を与えられ、国王の元で作曲を続けながら、贅沢三昧で国庫に負担をかけ続けた。
ルートヴィヒは、従兄妹であるオーストリア皇后エリーザベトに親愛以上の情を抱いていた。エリーザベトも、宮廷に馴染めず孤独を愛するルートヴィヒを自分の同類と感じていたが、慕って来るルートヴィヒを冷静に避け続けた。周囲からの忠言を受け、エリーザベトの妹ゾフィーと婚約したルートヴィヒだったが、結局はみずから破談とした。やがて同性愛に傾倒すると、美男の近習や役者を侍らせて、昼夜転倒の退廃的な生活に浸って行った。
自分の夢を体現する芸術に出費を惜しまぬルートヴィヒ。ワーグナーのためのバイロイト祝祭劇場や次々と建造される豪華な城は、常軌を逸した浪費だった。政治にも戦争にも無関心な王が率いるバイエルン王国は、1866年に普墺戦争に敗北し、多額の賠償金も支払った。続く1870年の普仏戦争では、出征した弟のオットーが精神を病んだ。ますます現実逃避に傾いたルートヴィヒにかつての青年王の面影は無く、訪ねてきたエリーザベトにも面会を拒んだ。バイエルン王国の首脳や官僚たちは、遂に精神病を理由に、王の廃位を画策するに至った。
1886年6月12日、ノイシュヴァンシュタイン城で拘束されるルートヴィヒ。古くから王に仕えて来た誠実なデュルクハイム大佐は、官僚たちの行動を容認しつつも、軍や民衆に訴えれば勝てると王に進言した。しかし、行動を起こすより毒薬を欲しがるルートヴィヒ。翌13日、ベルク城に軟禁されたルートヴィヒは、豪雨の中、医師をともなって散歩に出る。そして二人は湖で謎の水死を遂げるのだった。

## キャスト
| 役名                             | 俳優                       | 日本語吹替                                                     |
| 役名                             | 俳優                       | KTV版                                                          |
| -------------------------------- | -------------------------- | -------------------------------------------------------------- |
| ルートヴィヒ2世                  | ヘルムート・バーガー       | 野沢那智                                                       |
| エリーザベト                     | ロミー・シュナイダー       | 鈴木弘子                                                       |
| リヒャルト・ワーグナー           | トレヴァー・ハワード       | 納谷悟朗                                                       |
| コジマ・フォン・ビューロー       | シルヴァーナ・マンガーノ   | 宗形智子                                                       |
| ホフマン神父                     | ゲルト・フレーベ           | 杉田俊也                                                       |
| ゾフィー                         | ソーニャ・ペドローヴァ     | 戸田恵子                                                       |
| ホルシュタイン伯爵               | ウンベルト・オルシーニ     | 清水信一                                                       |
| オットー1世                      | ジョン・モルダー・ブラウン | 難波圭一                                                       |
| デュルクハイム大佐               | ヘルムート・グリーム       | 池田勝                                                         |
| ハンス・フォン・ビューロー       | マーク・バーンズ           | 塚田正昭                                                       |
| ベルナルト・フォン・グッデン教授 | ハインツ・モーク           | 平林尚三                                                       |
| リヒャルト・ホルニヒ             | マルク・ポレル             |                                                                |
| 不明 その他                      |                            | 宮内幸平 上田敏也 安原義人 島香裕 伊井篤史 竹口安芸子 寺島信子 |
|                                  |                            |                                                                |
| 演出                             | 演出                       | 福永莞爾                                                       |
| 翻訳                             | 翻訳                       | 宇津木道子                                                     |
| 効果                             |                            |                                                                |
| 調整                             |                            |                                                                |
| 制作                             | 制作                       | ニュージャパンフィルム                                         |
| 解説                             | 解説                       | 水野晴郎                                                       |
| 初回放送                         | 初回放送                   | 1983年11月23日 『関西テレビ開局25周年記念番組』                |

※日本語吹替は2016年8月26日発売のルートヴィヒ デジタル修復版BDに収録

## スタッフ
- 監督： ルキノ・ヴィスコンティ
- 製作総指揮： ロバート・ゴードン・エドワーズ
- 製作： ウーゴ・サンタルチーア
- 脚本： ルキノ・ヴィスコンティ、エンリコ・メディオーリ（イタリア語版）、スーゾ・チェッキ・ダミーコ
- 音楽： ロベルト・シューマン、リヒャルト・ワーグナー、ジャック・オッフェンバック
- 撮影： アルマンド・ナンヌッツィ（イタリア語版）
- 編集： ルッジェーロ・マストロヤンニ（イタリア語版）
- 配給： パンタ・チネマトグラフィカ

## 日本での公開
日本では、制作から8年を経てヴィスコンティ没後4年目の1980年、ヴィスコンティ編集版（3時間版）が 『ルードウィヒ/神々の黄昏』 の邦題で公開され、多大な反響を巻き起こした。日本でのヴィスコンティ人気は 『山猫』 などの貴族映画に重きを置かれる傾向にあり、この作品はそうした流れに決定的な影響を与えた。
復元版は2006年に 『ルートヴィヒ【完全復元版】』 と題して、ヴィスコンティの生誕百年祭特集として公開された。なお、邦題は当初、前述通り 『神々の黄昏』 が副題として用いられていた。これは言うまでもなくワーグナーの楽劇 『ニーベルングの指環』 の章題であり、ワーグナーとの交流を強調するために用いられていたが、近年では原題にない言葉であるため用いられていない。

## エピソード
ヴィスコンティは、長らくマルセル・プルーストの大長編小説『失われた時を求めて』の映画化に執念を燃やしており、ロケハンやシナリオの完成まで漕ぎ着けるが、予算の都合でついに実現しなかった。代わって制作されたのがこの作品である。